# August Tuxen (kemiker)
 For alternative betydninger, se August Tuxen. (Se også artikler, som begynder med August Tuxen)
Christian Frederik August Tuxen (født 29. december 1850, København - død 3. november 1903), var en dansk agrikulturkemiker og halvbror til krigsministeren Christian Frederik Frands Elias Tuxen.
Efter skolegang på Det von Westenske Institut uddannede han sig inden for landbruget og tog landbrugseksamen i 1874. Året efter blev han ansat som assistent på Landbohøjskolens kemiske laboratorium og arbejdede herefter på højskolen. I 1881 blev han udnævnt til docent i jordklassificering, i 1892 til lektor i samme emne og agrikulturkemi samt forstander for det agrikulturkemiske laboratorium. I 1903 blev han udnævnt professor.
Tuxen fokuserede hovedsageligt på kemiske undersøgelser af jordklassificering, Nogle analyser af hedejord (Tidsskrift for skovbrug, 1877) og Peder Erasmus Müllers kemiske arbejde "Studier over skovjord". I Tidsskrift for landøkonomi publicerede han 1881-98 flere, væsentlige jordbrugsøkonomiske artikler, ligesom han var medarbejder på Nyt tidsskrift for fysik og kemi fra 1896 til dets ophør. Til landbrugs- og folkehøjskolernes behov udgav han Jordbundslæren, hvor tredje oplag udkom 1899.